# Angèle Makombo
Angèle Makombo, elle est présidente de la Ligue des démocrates congolais (parti politique) a été désignée Secrétaire exécutif adjoint de la SADC, pour sa participation en qualité d’Observateur international aux élections du 9 août 2022 au Kenya.